# Radikális Polgári Unió
A Radikális Polgári Unió (spanyolul:  Unión Cívica Radical) egy argentín egy centrista, szociálliberális párt.

## Történelem
1891-ben alapították a pártot radikális, liberális politikusok. A párt éveken keresztül a peronista kormányok ellenzéke volt illetve a katonai junta alatt illegalitásban volt.
A katonai junta után 1983 és 1989 között a párt jelöltje Raúl Alfonsín lett Argentína demokratikusan megválasztott elnöke illetve Fernando de la Rúa.
A párt legtöbb támogatója a középosztály soraiból kerül ki, elkötekezett támogatója a szabad választásoknak, szekularizmusnak és a liberális demokrácia értékeinek.

## Ideológia
A pártot hagyományosan szociálliberálisnak, centristának tartják, de szokták szociáldemokratának is jellemezni a pártot.  A politikai palettán balközép irányultságúnak tartják a pártot valamint tagja a Szocialista Internacionálénak.